# Alexander Liberman

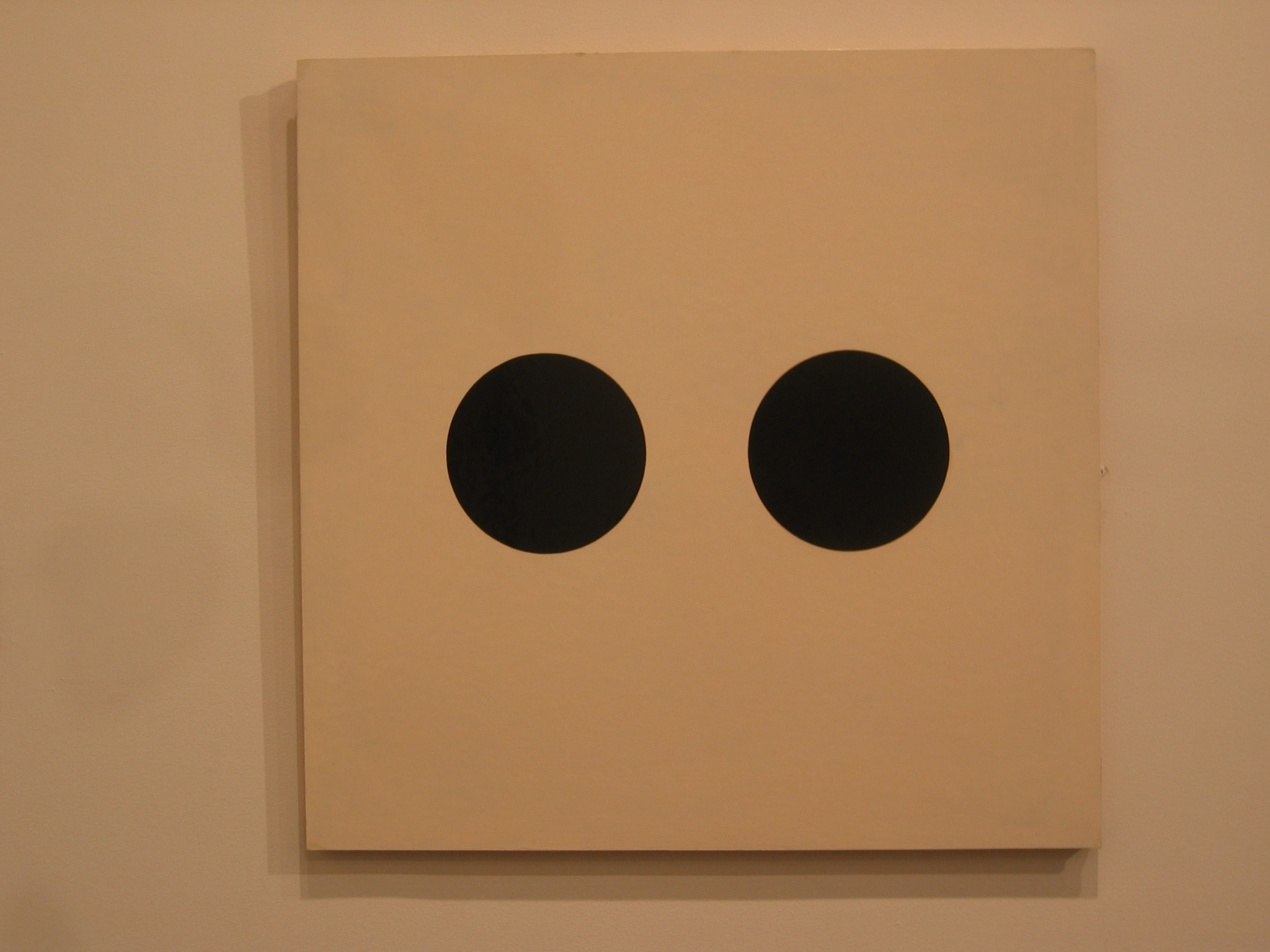
Dos círculos, obra en el Museo Metropolitano de Arte.

Alexander Semeonovitch Liberman (Kiev, 4 de septiembre de 1912 - Miami, 19 de noviembre de 1999) fue un pintor, fotógrafo, escultor y editor ucraniano que se encargó de la dirección artística y editorial de Vogue en Estados Unidos.
Durante su infancia vivió en San Petersburgo y Moscú, pero en 1921 su familia salió de la Unión Soviética y se instaló en Londres, desde 1925 estuvo viviendo en París donde realizó sus estudios secundarios, realizó un curso con André Lhote en 1929 que abandonó para estudiar con Auguste Perret. En 1932 se convirtió en ayudante artístico en la revista VU hasta que fue vendida en 1936, por lo que en 1941 se trasladó a vivir a Nueva York. Al poco tiempo de estar allí entró a trabajar en el departamento artístico de Vogue, revista de moda de la editorial Condé Nast Publications. En 1943 ascendió a director artístico de la revista.
Entre sus trabajos fotográficos destacan la antología publicada en 1951 sobre "Arte y técnica de la fotografía en color (The Art and Technique of Color Photography)" y la exposición que realizó en 1959 en el Museo de Arte Moderno de Nueva York. Sus esculturas y pinturas comenzaron a exponerse en 1960.
Desde 1962 hasta su jubilación en 1994 se encargó de la dirección editorial de las publicaciones de Condé Nast compatibilizándolo con sus tareas artísticas más personales.